# 압돌말렉 리기

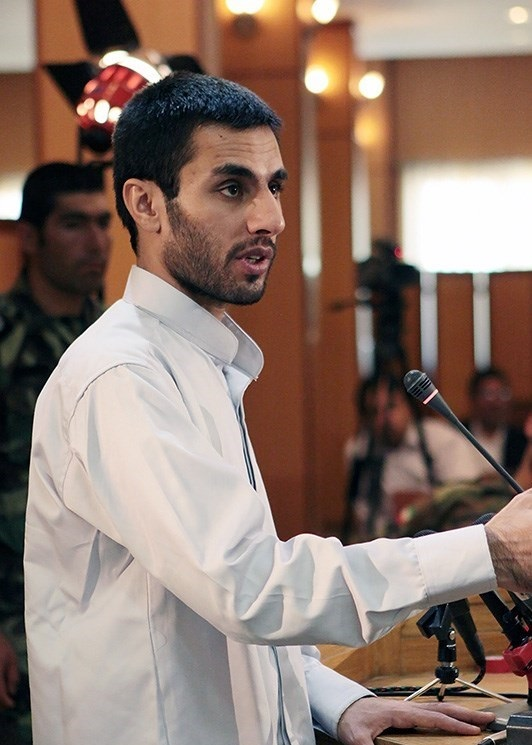

압돌말렉 리기(1979년 ~ 2010년 6월 20일)는 이란 남동부에 거점을 둔 테러조직 준달라(Jundallah)의 지도자이다.

## 생애
압돌말렉 리기는 1979년에 태어났으며, 발루치족이다. 준달라를 세우기 이전 감옥생활을 한 바 있다. 공식 교육을 받은 바는 없으며, 카라치의 신학교에서 공부했다. 이 곳에서 많은 탈레반 지도자들이 수학한 바 있다.
리기와 그의 조직은 최근 이란에서 발생한 민간인 살해 사건의 주요 배후이다. 2006년에 리기와 그의 조직은 자볼-자헤단의 도로를 막고 22명의 민간인을 살해한 바 있다. 피해자들은 새해를 보내기 위해 도로를 지나던 사람들이었다. 그 외에도 리기와 준달라는 여러 차례의 민간인 공격과 폭동에 연루되어 있다.
최근들어 리기의 후원자, 국제적인 협력자들이 누구인지에 관한 논란이 불거져 나오고 있다. 많은 전문가들은 준달라가 알카에다와 연관이 있다고 주장한다. 반면, 그들이 미 정부로부터 자금 지원을 받고 있으며, 해외의 발루치 계 이란인들로부터 후원을 받고 있다는 주장도 있다.
미국의 케이블 채널 HDnet의 댄 래더(Dan Rather)와의 인터뷰에서 그는 발루치족의 독립국가를 세우는 것은 자신의 목표가 아니라고 주장했다. 그가 원하는 것은 "발루치족의 생활 조건을 향상"시키는 것이며, "이란 내의 순니 무슬림들을 위해 싸울 것"임을 밝혔다. 한편, 이란 이슬람 공화국 방송에 따르면, 리기는 50명 이상의 발루치계 이란인들의 사상 사건에 관련이 있다.
2005년 4월 7일, 이란의 신문 카이한(Kayhan)은 리기가 아프가니스탄의 국경에서 살해됐다고 보도했다. 그러나 이는 사실이 아니었다. 며칠 뒤 리기가 살아있는 비디오가 나타난 것이다.
2007년 4월 2일, 리기는 미국의 소리(VOA)에 출현하였다. 여기서 미국의 소리는 리기를 "유명한 이란 저항운동 지도자"로 소개했다.

## 체포
이란의 언론에 따르면, 2010년 2월 23일, 리기는 두바이를 통해 키르기스스탄으로 가는 비행기에서 체포당했다. 이란 관계자는 "그가 탄 비행기는 착륙 지시를 받았다. 비행기를 검색한 이후 그는 체포됐다."고 말했다. 뉴욕 타임즈도 나중에 이런 사실을 보도했다.
알자지라는 이보다 빨리 같은 내용을 보도했다. 그들은 파키스탄 당국자들이 리기의 체포에 도움을 주었다고 밝혔다. 테헤란에 위치한 뉴스분석 사이트인 이란 디플로매시 역시 파키스탄의 도움으로 리기가 체포되었음을 보도했다. 이란 디플로매시는 리기가 비행기가 아닌 한 병원에서 파키스탄 정보 당국자가 미국과의 '상담' 끝에 리기의 체포에 도움을 주었다고 했다. 테헤란 주재 파키스탄 대사인 모하메드 아바시 역시 자신들의 도움으로 리기의 체포가 가능하였다고 밝혔다.
체포 당일 테헤란에서 열린 기자회견에서, 이란의 정보부 장관(intelligence minister)인 헤이다르 모슬레히(Heydar Moslehi)는 리기가 체포되기 24시간 전까지 아프가니스탄에 있는 미군 기지에 있었다고 주장했다. 기자회견에서 헤이다르는 리기가 미군 기지에 2명의 남자와 함께 있는 사진을 제시했다. 하지만 해당 미군 기지가 어디인지, 어떻게 사진을 얻게 되었는지는 밝히지 않았다. 또한 헤이다르는 미 정부가 리기에게 주었다는 아프가니스탄 여권과 신분증이 찍힌 사진을 제시했다. 또한 헤이다르는 리기가 2008년에 아프가니스탄에서 전직 나토 사무국장(secretary general)인 야콥 셰퍼(Jakob Sheffer)를 만났으며, 여러 유럽 나라들을 방문했다고 알렸다. 그는 리기를 잡기 위해 요원들이 5달간 리기의 행방을 추적했으며, 리기의 체포를 "미국과 영국의 심대한 패배"로 일컬었다.
이란은 준달라 조직을 순니계 알카에다 조직망과 관련지었다. 또한 파키스탄, 영국, 미국이 이란의 불안정성을 위해 이들을 도왔다며 비난했다. 몇몇 서방 언론들도 2007년에 CIA가 준달라에게 자금과 무기를 지원했다고 보도했다.
2월 25일, 이란의 국영 TV 방송은 리기 스스로 미국의 지원을 받았다는 내용을 방송했다.
"미국인들은 이란이 제 갈 길을 가고 있으며, 현재 우리의 가장 중요한 문제는 알카에다나 탈레반이 아닌 이란이라고 말했다. 미국은 이란에 대한 군사적인 계획을 가지고 있지 않다. 이란을 공격하는 것은 매우 어려운 일이다. 그들은 우리(준달라)를 도와줄 것이라 말했으며, 우리측 포로들을 풀어주고, 군사 장비, 폭탄, 기관총, 기지를 지원해 주겠다고 했다."
BBC 방송은 이 발언을 보도하면서, "리기가 자유로운 상황에서 이 말을 했는지, 강제적인 상황에서 했는지는 알 수 없다."고 덧붙였다. 또한 미국은 자신들과 준달라 조직의 연관성을 부인했다. 로이터는 리기가 체포 직전 미군 기지에 있었다는 이란 정부의 발표를 부인하는 내용의 펜타곤 대변인 조프 모렐의 발언을 전했다. 모렐은 미국에 대한 비난이 이란 측의 프로파간다에 불과하다고 언급했다.

## 사형
2010년 6월 20일, 이란 및 국제 언론에 따르면 리기가 테헤란에 위치한 에빈 감옥에서 교수형이 집행되었다고 밝혔다.